# Leiognathus berbis
Leiognathus berbis är en fiskart som först beskrevs av Valenciennes, 1835.  Leiognathus berbis ingår i släktet Leiognathus och familjen Leiognathidae. Inga underarter finns listade i Catalogue of Life.